# Lauren Breadmore
Lauren Breadmore (Melbourne, 1 juni 1983) is een voormalig professioneel tennisspeelster uit Australië.
Breadmore maakte haar WTA-debuut tijdens het toernooi van Canberra in 2005 waarvoor zij een wildcard kreeg. Hier verloor zij in de eerste ronde van Michaëlla Krajicek. In januari 2006 maakte zij haar eerste opwachting op het enkelspel van een grandslamtoernooi op de Australian Open. Zij verloor met 1-6 en 3-6 in de eerste ronde van Svetlana Koeznetsova.
Breadmore wist geen WTA-toernooi te winnen – wel won zij drie titels in het ITF-circuit.
Tegenwoordig is zij zelfstandig ondernemer (management consulting) in Melbourne. Sinds mei 2014 is zij bestuurslid van de Australische Davis Cup-stichting.

## Posities op deWTA-ranglijst
Positie per einde seizoen:
| jaartal | ranking enkelspel | ranking dubbelspel |
| ------- | ----------------- | ------------------ |
| 2011    | 1102              | –                  |
|         |                   |                    |
| 2007    | 580               | 631                |
| 2006    | 286               | 703                |
| 2005    | 265               | 263                |
| 2004    | 326               | 411                |
| 2003    | 264               | 342                |
| 2002    | 433               | 475                |
| 2001    | 966               | –                  |

## Prestatietabel grandslamtoernooien
| Legenda | Legenda                          |
| ------- | -------------------------------- |
| g.t.    | geen toernooi gehouden           |
| l.c.    | lagere categorie                 |
| –       | niet deelgenomen                 |
| G       | uitgeschakeld in de groepsfase   |
| 1R      | uitgeschakeld in de eerste ronde |
| 2R      | uitgeschakeld in de tweede ronde |
| 3R      | uitgeschakeld in de derde ronde  |
| 4R      | uitgeschakeld in de vierde ronde |
| KF      | uitgeschakeld in de kwartfinale  |
| HF      | uitgeschakeld in de halve finale |
| F       | de finale verloren               |
| W       | het toernooi gewonnen            |
| w-v     | winst/verlies-balans             |

### Enkelspel
| Toernooi        | 2006 |
| --------------- | ---- |
| Australian Open | 1R   |
| Roland Garros   | –    |
| Wimbledon       | –    |
| US Open         | –    |

### Vrouwendubbelspel
| Toernooi        | 2004 |    | 2006 | 2007 |
| --------------- | ---- | -- | ---- | ---- |
| Australian Open | 1R   | 1R | 1R   |      |
| Roland Garros   | –    | –  | –    |      |
| Wimbledon       | –    | –  | –    |      |
| US Open         | –    | –  | –    |      |